# Circuit neuronal
|  | No s'ha de confondre amb xarxa neuronal. |

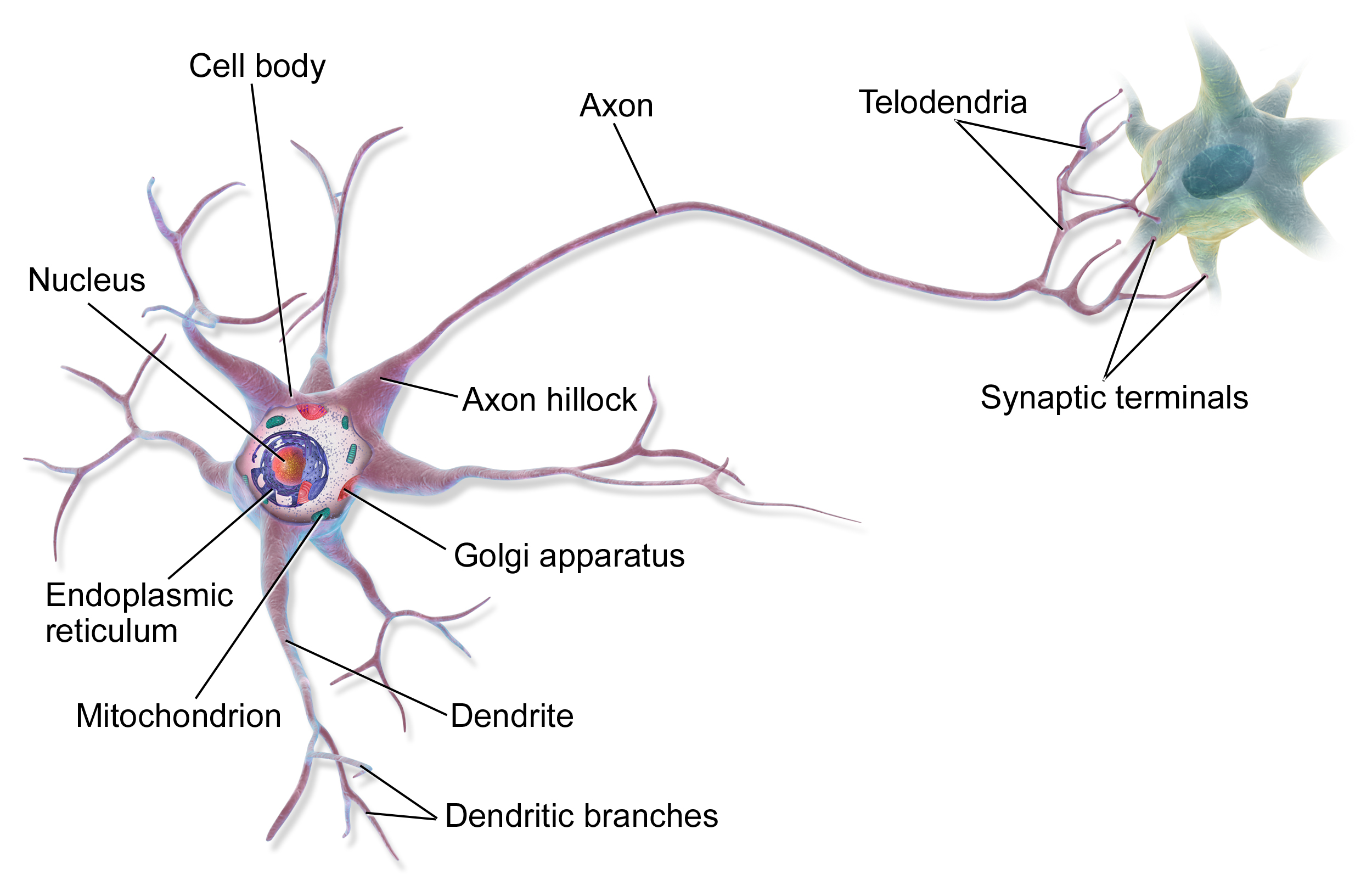
Anatomia d'una neurona multipolar

Un circuit neuronal és una població de neurones interconnectades per sinapsis per dur a terme una funció específica quan s'activa. Els circuits neuronals es connecten entre si per formar xarxes cerebrals a gran escala. Les xarxes neuronals biològiques han inspirat el disseny de xarxes neuronals artificials, però les xarxes neuronals artificials no solen ser còpies estrictes dels seus homòlegs biològics.

## Història
Els primers tractaments de les xarxes neuronals es poden trobar a Principis de psicologia de Herbert Spencer, 3a edició (1872), Psiquiatria de Theodor Meynert (1884), Principis de psicologia de William James (1890) i Projecte de Sigmund Freud per a Psicologia científica (compost el 1895). La primera regla de l'aprenentatge neuronal va ser descrita per Hebb el 1949, a la teoria Hebbian. Per tant, l'aparellament Hebbian d'activitat pre-sinàptica i post-sinàptica pot alterar substancialment les característiques dinàmiques de la connexió sinàptica i, per tant, facilitar o inhibir la transmissió del senyal. El 1959, els neurocientífics, Warren Sturgis McCulloch i Walter Pitts, van publicar els primers treballs sobre el processament de xarxes neuronals. Van demostrar teòricament que les xarxes de neurones artificials podien implementar funcions lògiques, aritmètiques i simbòliques. Es van establir models simplificats de neurones biològiques, que ara s'anomenen perceptrons o neurones artificials. Aquests models senzills representen la suma neuronal (és a dir, els potencials de la membrana post-sinàptica es sumaran al cos cel·lular). Els models posteriors també van proporcionar transmissió sinàptica excitadora i inhibidora.

## Estructura
En neurociència, un circuit neuronal correspon esquemàticament a:
- Un petit nombre de neurones interconnectades diferents, que tenen una funció específica, com ara el gangli estomatogàstric que controla l'activitat dels músculs de l'estómac dels crustacis.
- Un gran nombre de neurones interconnectades similars, que tenen més funcions cognitives, com ara xarxes corticals que, entre altres coses, permeten la categorització .

Exemple d'imatge de la constitució d'una xarxa neuronal simple :

(3) Xarxa neuronal simple amb dues neurones i dues cèl·lules glials: astròcit i oligodendrocit.

(1) Esquema d'una neurona, l'element bàsic d'una xarxa.

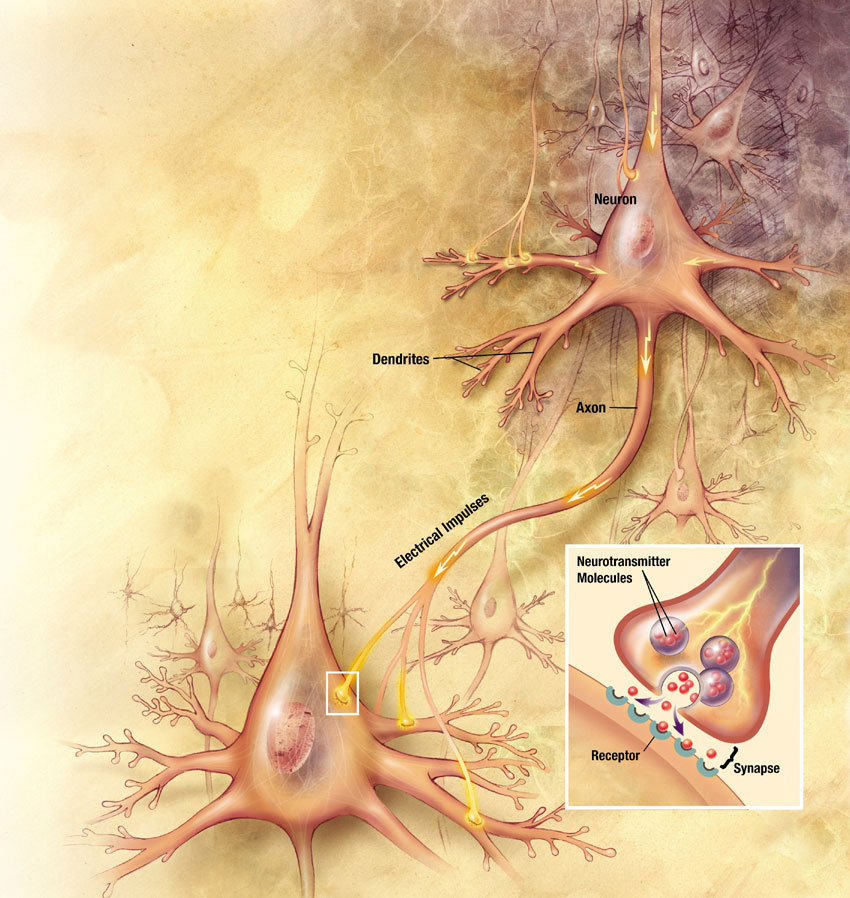
(2) Connexió sinàptica entre dues neurones.

## Procés
Les neurones reconfiguren constantment part de la xarxa, en temps normals i més encara durant els processos de cicatrització. Això és el que explica la plasticitat del cervell.
Els filaments d'actina tenen un paper important en la reunió de les neurones, necessàries per a les interconnexions que formaran la [xarxa] que suporta els impulsos nerviosos.

## Nivell organitzatiu del circuit neuronal
L'estructura dels organismes biològics que formen la biosfera es pot dividir en diversos nivells d'organització : atòmic, molecular, cel·lular, teixit, orgànic, sistemes i, finalment, el de l'organisme en la seva totalitat funcional.
L'estudi científic dels éssers vius es realitza investigant els elements de cadascun d'aquests nivells i després comprenent les interaccions entre aquests diferents nivells (vegeu l'article " Mètode científic ").
L'estudi del nivell del circuit neuronal permet entendre el funcionament de les associacions de neurones. Aquesta comprensió és una necessitat ineludible perquè aquests processos són fonamentals. De fet, el cervell humà està format per uns 100.000 milions de neurones, o 86.000 milions de mitjana segons investigacions més recents, organitzades en milions de xarxes funcionals. Les xarxes neuronals biològiques també són un model per a xarxes neuronals que els informàtics més o menys busquen imitar, particularment en el camp de la intel·ligència artificial.